# 斯通豪斯山
斯通豪斯山（英語：Mount Stonehouse），是南極洲的山峰，位於沙克爾頓海岸，處於法拉山西南面6公里，屬於亞歷山德拉皇后山脈的一部分，海拔高度2,900米，由新西蘭探險隊命名，現時由南極條約體系管理。